# Christian Lusch
Christian Lusch (* 19. Februar 1981 in Bühl) ist ein deutscher Sportschütze.
Christian Lusch wuchs als ältester von vier Brüdern im Bühler Ortsteil Eisental auf und besuchte die dortige Grundschule. Später wechselte er an die Realschule in Bühl und danach auf das Technische Gymnasium im gleichen Ort, das er 1999 mit dem Abitur abschloss.
Im Alter von zehn Jahren nahm Lusch an einem „Jedermannschießen“ im örtlichen Schützenverein teil, bei dem sein Talent erkannt und weiter gefördert wurde. Bereits drei Jahre später konnte er sich zum ersten Mal für eine Teilnahme an den Deutschen Meisterschaften qualifizieren, bei denen er den 23. Platz belegte. Während seiner Zeit auf dem Technischen Gymnasium kam seine Berufung in die deutsche Juniorennationalmannschaft.
Nach dem Abitur wurde Lusch in die Sportförderkompanie der Bundeswehr eingezogen, in der er sein Training intensivieren konnte. Im Anschluss an seine Dienstzeit bei der Bundeswehr begann er eine Ausbildung zum Verfahrensmechaniker der Kunststofftechnik und danach ein Studium zum Wirtschaftsingenieur an der Berufsakademie in Karlsruhe.
Nach mehreren Einsätzen bei internationalen Wettkämpfen gelang es ihm, sich für die Teilnahme an den Olympischen Sommerspielen 2004 in Athen zu qualifizieren, bei denen er die Silbermedaille in der Disziplin Kleinkaliber liegend hinter Matthew Emmons aus den USA gewann.
Dafür erhielt er am 16. März 2005 das Silberne Lorbeerblatt.